# آر نوريس ويليامز
آر نوريس ويليامز (بالإنجليزية: R. Norris Williams)‏ مواليد 29 يناير 1891 في جنيف - الوفاة 02 يونيو 1968 في فيلادلفيا، كان لاعب كرة مضرب أمريكي وكان يلعب باليد اليمنى. كما أنه أحد أبطال الجراند سلام. أعلى تصنيف له في الفردي كان المركز الـ 2 في سنة 1916. سبق أن شارك في دورة الألعاب الأولمبية الصيفية.

## بطولات حققها
- بطولة ويمبلدون

## الميداليات
| الميدالية | المسابقة                       |
| --------- | ------------------------------ |
| ذهبية     | الألعاب الأولمبية الصيفية 1924 |

## وصلات خارجية
- آر نوريس ويليامز على موقع رابطة محترفي التنس (الإنجليزية)
- آر نوريس ويليامز على موقع الاتحاد الدولي لكرة المضرب (الإنجليزية)
- آر نوريس ويليامز على موقع كأس ديفيز (الإنجليزية)
- آر نوريس ويليامز على موقع قاعة مشاهير كرة المضرب الدولية (الإنجليزية)
- آر نوريس ويليامز على موقع خلاصة التنس.كوم (الإنجليزية)
- آر نوريس ويليامز على موقع أوليمبيديا (الإنجليزية)